# Хутора-Кривошеинецкие
Хутора-Кривошеинецкие (укр. Хутори-Кривошиїнецькі) — село на Украине, находится в Хмельницком районе Винницкой области.
Код КОАТУУ — 0524884203. Население по переписи 2001 года составляет 420 человек. Почтовый индекс — 22046. Телефонный код — 4338.
Занимает площадь 1,8 км².

## Адрес местного совета
22045, Винницкая область, Хмельницкий р-н, с. Лозна, ул. Гагарина, 47, тел. 3-43-31, 3-43-42